# Marmorpyrola
Marmorpyrola (Pyrola picta) är en art i familjen ljungväxter som förekommer i västra Nordamerika

## Synonymer
Pyrola dentata Sm. ex Reese
Pyrola aphylla Sm. ex Reese
Pyrola aphylla var. leptosepala Nuttall
Pyrola aphylla var. paucifolia Howell
Pyrola blanda H.Andres
Pyrola chimoides Greene
Pyrola conardiana H.Andres
Pyrola dentata var. apophylla Copel.
Pyrola dentata var. integra A.Gray
Pyrola pallida Greene
Pyrola paradoxa H.Andres
Pyrola picta f. aphylla (Sm. ex Rees) Camp
Pyrola picta subsp. dentata (Sm. ex Rees) H.Andres
Pyrola picta subsp. integra (A.Gray) Piper
Pyrola picta subsp. integra Piper
Pyrola picta subsp. pallida (Greene) H.Andres
Pyrola picta var. chimoides (Greene) H.Andres
Pyrola picta var. dentata (Sm. ex Rees) Piper
Pyrola picta var. dentata (Sm. ex Rees) R.D.Dorn
Pyrola picta var. integra (A.Gray) Piper
Pyrola picta var. pallida (Greene) Parish
Pyrola picta var. sparsifolia H.Andres
Pyrola picta var. suksdorfii H.Andres
Pyrola septentrionalis H.Andres
Pyrola sparsifolia Suksdorf